# Antonia Santilli
Antonia Santilli (Spigno Saturnia, 8 agosto 1949) è un'attrice italiana.

## Biografia
Iscritta alla facoltà di Lettere Moderne dell'Università degli Studi di Roma "La Sapienza", lavora come modella e partecipa a qualche rappresentazione teatrale. Nel 1971, scelta come playmate di agosto dalla rivista Playmen, appare nuda nel paginone centrale. La sua bellezza è subito notata e, dopo essere stata controfigura di Ornella Muti nelle scene di nudo di Un posto ideale per uccidere e dopo aver girato alcuni decamerotici, nel 1972 è attrice protagonista nel film Il mio corpo con rabbia di Roberto Natale, in cui interpreta una giovane borghese in conflitto con la famiglia.
Nel 1973 è ancora la protagonista femminile del noir Il boss di Fernando Di Leo, con Henry Silva, film nel quale interpreta la bella e spregiudicata figlia di un boss, rapita dai nemici del padre. La carriera della Santilli è tanto rapida quanto fugace e si conclude già nel 1974, dopo solo una decina di pellicole, l'ultima delle quali, Una matta, matta, matta corsa in Russia, girata in Unione Sovietica.

## Omaggi
A distanza di anni dal suo abbandono del palcoscenico, la rivista di cinema di genere Nocturno le ha dedicato per qualche tempo una rubrica.

## Filmografia

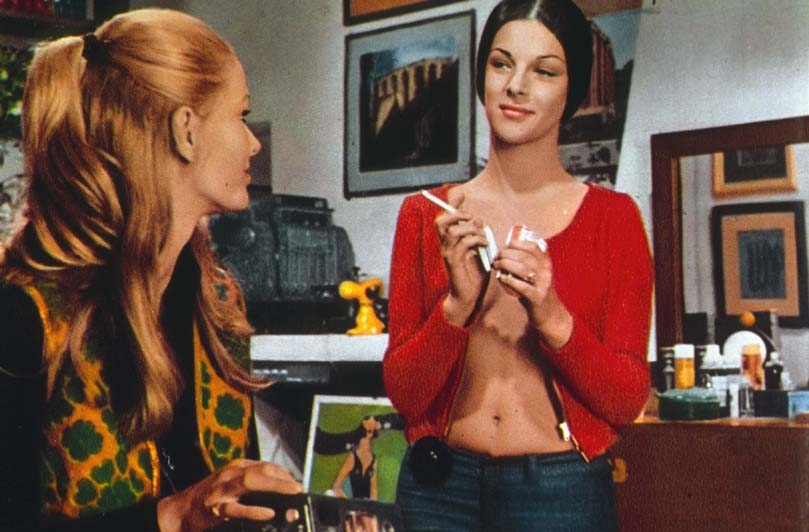
Ida Galli e Antonia Santilli in Grazie signore p... (1972) di Renato Savino

Antonia Santilli ed Henry Silva ne Il boss (1973) di Fernando Di Leo

### Cinema
- Grazie signore p..., regia di Renato Savino (1972)

- Boccaccio, regia di Bruno Corbucci (1972)
- Fratello homo sorella bona - Nel Boccaccio superproibito, regia di Mario Sequi (1972)
- Il mio corpo con rabbia, regia di Roberto Natale (1972)
- Decameroticus, regia di Giuliano Biagetti (1972)
- Il giustiziere di Dio, regia di Franco Lattanzi (1972)
- Il boss, regia di Fernando Di Leo (1973)
- Ancora una volta prima di lasciarci, regia di Giuliano Biagetti (1973)
- Io e lui, regia di Luciano Salce (1973)
- Buona parte di Paolina, regia di Nello Rossati (1973)
- Una matta, matta, matta corsa in Russia (Neveroyatnye priklyucheniya italyantsev v Rossii), regia di Franco Prosperi e Ėl'dar Aleksandrovič Rjazanov (1974)